# La Suivante
La Suivante és una comèdia en cinc actes, escrita per Pierre Corneille l'any 1634 i representada per primera vegada el mateix any, al Théâtre de l'Hôtel de Bourgogne.

## Personatges
- Géraste, pare de Daphnis
- Polémon, oncle de Clarimond
- Clarimond, enamorat de Daphnis
- Florame, amant de Daphnis
- Théanthe, un altre enamorat de Daphnis
- Damon, amic de Florame i de Théanthe
- Daphnis, amant de Florame, germana gran de Clarimond i de Théanthe
- Ararante, serventa de Daphnis
- Célie, veïna de Géraste i la seva confident
- Cléon, criat de Damon

L'escena té lloc a París.